# Tag Library Descriptor
Une TLD est un document XML qui contient les informations d'une librairie et qui définit la fonctionnalité des tags. La TLD est utilisée par un conteneur de servlets qui valide les tags et par les outils de développement des pages JSP.

Un fichier TLD doit avoir une extension .tld et doit être intégré au répertoire /WEB-INF/ du WAR ou intégré au répertoire /META-INF/ s'il fait partie d'un JAR.

Une TLD doit commencer par une définition de taglib qui spécifie le schéma et la version de la JSP utilisé :
```
   
<taglib
 
xmlns=
"http://java.sun.com/xml/ns/j2ee"
 

      
xmlns:xsi=
"http://www.w3.org/2001/XMLSchema-instance"
 

      
xsi:schemaLocation=
"http://java.sun.com/xml/ns/j2ee/web-

      jsptaglibrary_2_0.xsd"
 

      
version=
"2.0"
>

```

| Élément       | Obligatoire | Description                                                             |
| ------------- | ----------- | ----------------------------------------------------------------------- |
| description   | Non         | Description de l'utilité de la tag librairie                            |
| display-name  | Non         | Nom affiché                                                             |
| icon          | Non         | Icône utilisée pour la tag librairie                                    |
| tlib-version  | Oui         | La version de tag librairie                                             |
| short-name    | Non         | Nom qui peut être utilisé par une page jsp                              |
| uri           | Oui         | URI qui identifie la tag librairie                                      |
| validator     | Oui         | Voir élément validator                                                  |
| listener      | Oui         | Voir élément listener.                                                  |
| tag-file      | Oui         |                                                                         |
| tag           | Oui         |                                                                         |
| function      | Oui         |                                                                         |
| tag-extension | Non         | Extensions qui apporte un complément d'information sur la tag librairie |